# 曹永坤
曹永坤（1929年1月25日—2006年8月21月），台灣台北市士林區人，音響公司瑩晶電子（瑩聲國際）創辦人，古典音樂唱片收藏家、古典音樂沙龍召集人。

## 生平

### 早年事蹟
曹永坤出身於士林蘭雅地區的曹姓望族，由臺北州立臺北第一中學校考入台灣大學經濟系。畢業後，他先進入臺灣銀行工作，後進入國泰銀行。
曹永坤住在天母名人巷的豪門大宅，與兄長曹永和被認為是宗族的傑出人才。曹永坤女兒曹慧敏（妮妃雅之母）住美國，另一女曹慧中定居法國。

### 收集音樂唱片
曹永坤自小學時向士林教會牧師陳泗治學習西洋古典音樂。1950年代，吳伯貞自美國引入HiFi唱片至台灣，隨後就由曹永坤、殷之同舉行唱片欣賞會公開介紹。陳必先年少時由曹永坤親自錄音其演奏過程，由電塔唱片出版黑膠唱片。
曹永坤平日興趣是地毯式收集古典音樂唱片，還專門收集各大作品的重要演出版本。他最喜歡曲子為古斯塔夫·馬勒《呂克特之歌》〈我與這世界失去了聯繫〉，所收集唱片就以馬勒最多。一次，曹永坤買到DGG出品1958年斯維亞托斯拉夫·里希特華沙演奏唱片，快樂到與幾位樂迷舉杯開慶祝會。曹永坤的女兒曹慧中回憶，父親為外購蘇聯等地唱片經常因被質疑「巴赫先生無思想上的問題」、馬克斯·雷格因和《資本論》的卡爾·馬克思名字雷同，得至警備總部簽署切結書備查。友人黃碧端說，曹永坤個人擁有超過三萬多張的唱片，常在音響雜誌投稿、為國內著名的樂評家。因曹永坤收藏在同好名氣大，有些唱片公司出版古典音樂CD時就會主動寄給他請他評鑑。

### 開辦音樂沙龍
1988年，曹永坤退休後，他將大宅一樓改成音樂視聽室、二樓作可容納二、三百人的演奏廳。曹永坤定期以一月數場的次數在自宅舉行音樂沙龍，並強調這並不屬於上流社會，而是開放給愛樂者欣賞的園地。他又花費新台幣六百萬元買一台法吉歐利鋼琴，提供陳毓襄等人演出。1989年，曹永坤透過女兒曹慧中向巴黎的Reinhard von Nagel買十八世紀巴黎派風格的大鍵琴，以供在自宅音樂沙龍使用。
曹永坤組織台北鍵盤愛樂協會。據堂弟曹永洋回憶，受邀來曹永坤音樂沙龍的音樂家就有傅聰、陳必先、陳宏寬、林昭亮、胡乃元。金慶雲比喻此場地是「台北絕無僅有的音樂綠洲」，對年輕的音樂家總是鼓勵提攜。
在李登輝任總統期間，曹永坤多次協助辦理總統府音樂會。
2006年8月21日上午，曹永坤因多重併發心臟衰竭在家辭世。

## 身後
2007年11月4日，遺族將曹永坤的法吉歐利鋼琴贈與國家音樂廳。2008年10月20日，曹永坤妻子林雪琴、與兒子曹昌倫等人，捐曹永坤六千五百冊藏書給台北藝術大學圖書館。同年10月28日，曹慧中將贈父親的巴黎派風格大鍵琴、史坦威鋼琴予台北藝術大學音樂廳。2009年10月30日，遺族捐贈曹永坤二萬張黑膠唱片和五萬張CD至國家兩廳院表演藝術圖書館。

## 專書
- 曹永洋、曹慧中 (编). . 草根出版社. 2008. ISBN 9789866656255.